# زندانبان (فیلم)
زندانبان (انگلیسی: Jailer) یک فیلم اکشن مهیج به زبان تامیل هندی محصول ۲۰۲۳ است با بازی راجینیکانت. این فیلم توسط نلسون نوشته و کارگردانی شده و کالانیتی ماران از شرکت سان پیکچرز تهیه‌کننده آن است. بازیگران مکمل راجینیکانت شامل وینایاکان، رامیا کریشنان، واسانث راوی، سونیل، میرنا منون و دیگران هستند، افزون بر آن‌ها موهانلال، جکی شروف، شیوا راجکومار و تامانا بهاتیا به صورت کوتاه ظاهر می‌شوند. داستان دربارهٔ یک پلیس بازنشسته است که انتقام مرگ پسرش را می‌گیرد.
این فیلم به‌طور رسمی در فوریه ۲۰۲۲ با عنوان رئیس ۱۶۹ (Thalaivar 169) معرفی شد، اما پس از آن در ژوئن ۲۰۲۳ عنوان رسمی «زندانبان» اعلام شد. این فیلم صد و شصت و نهمین فیلم راجینیکانت به‌شمار می‌رود اما اولین فیلم این سوپراستار هندی پس از دو سال است. تصویربرداری اصلی در اوت ۲۰۲۲ در چنای آغاز شد و در ژوئن ۲۰۲۳ به پایان رسید. موسیقی توسط انیرود راویچاندر ساخته شده‌است، در حالی که فیلمبرداری و تدوین توسط ویجی کارتیک کانان و آر. نیرمال انجام شده‌است.
زندانبان در ۱۰ اوت ۲۰۲۳ اکران شد و اکثراً نظرات مثبت منتقدان را دریافت کرد.
این فیلم با هزینهٔ حدود ۲٬۰۰۰٬۰۰۰٬۰۰۰ روپیه فقط در روز اول حدود ۸۹۰٬۰۰۰٬۰۰۰–۱۰۰۰٬۰۰۰٬۰۰۰ روپیه در گیشه فروش داشت و پیش‌بینی می‌شود که رکورد فروش جدیدی را به ثبت برساند.

## قسمت دوم
پس از انتشار این فیلم، گزارش شد که با توجه به موفقیت آن، فیلم قسمت دوم خواهد داشت. نلسون در مصاحبه ای تایید کرد که فیلم دنباله ای با عنوان «زندان ۲» خواهد داشت. 